# V. (роман)

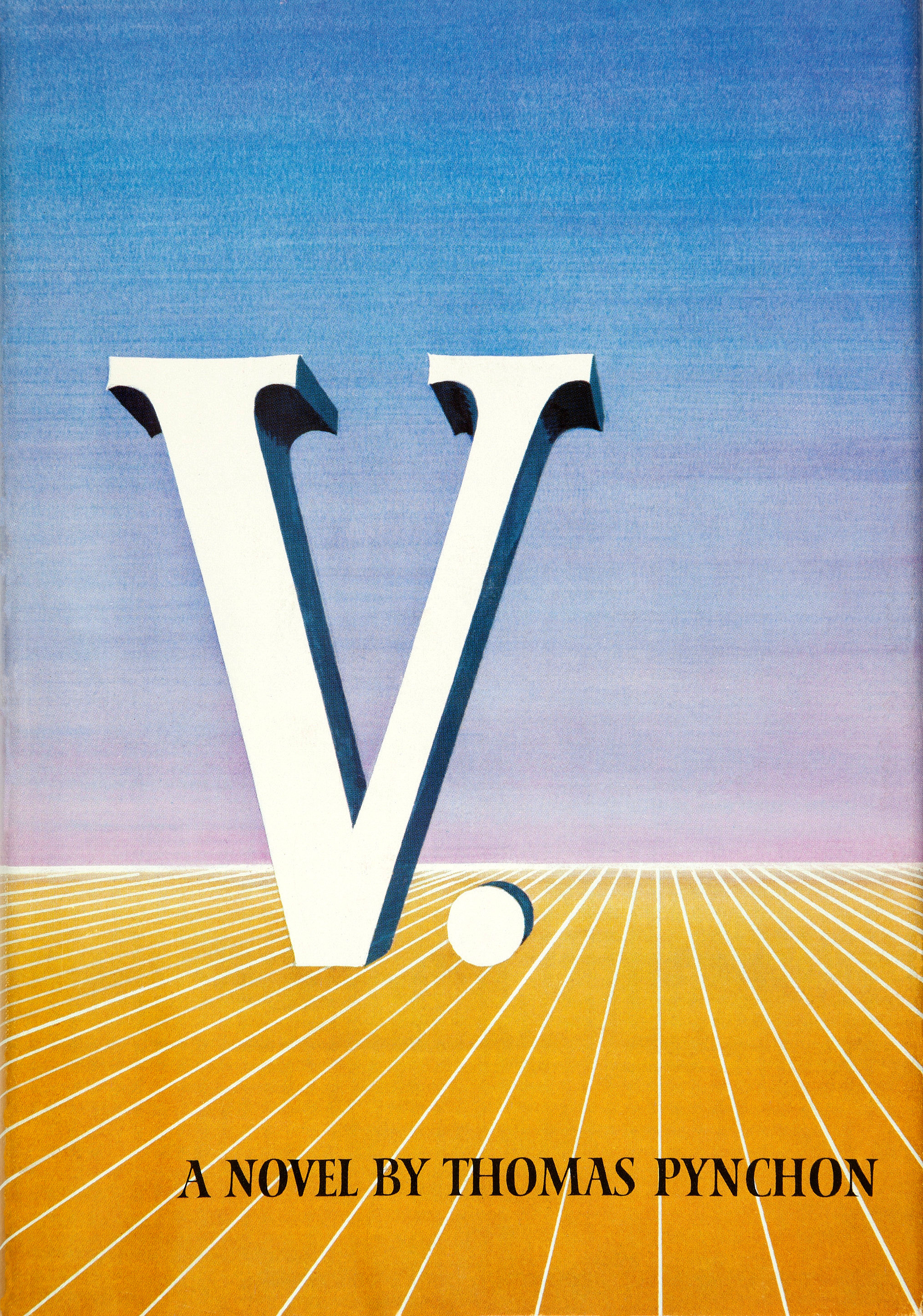
Обкладинка першого видання

V. — дебютний роман Томаса Пінчона, опублікований в 1963 році. У ньому описані пригоди відставного моряка ВМФ США Бенні Профейна, його возз'єднання з художниками і гульвісами в Нью-Йорку, а також пошуки Гербертом Стенсілом містичної «V.»

## Редакції
У 2012 році з'ясувалося, що існувало кілька редакцій роману. Це сталося через те, що правки Томаса Пінчона в текст роману були внесені вже після публікації першого видання, і тому були враховані лише у виданнях Jonathan Cape і Bantam. У США про цей факт досить швидко забули, тому більшість американських видань використовували першу, невідредаговану версію роману, британські ж видавалися з урахуванням авторських правок.